# アンヌ＝ジュール・ド・ノアイユ

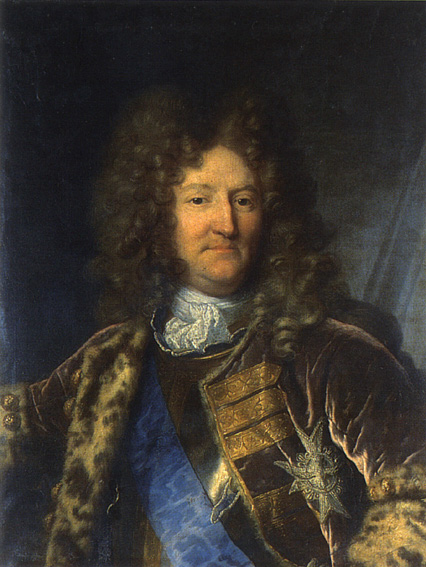
イアサント・リゴーによる肖像画、1691年作。

第2代ノアイユ公爵アンヌ＝ジュール・ド・ノアイユ（フランス語: Anne-Jules de Noailles, 2er duc de Noailles、1650年2月5日 - 1708年10月2日）は、フランス王ルイ14世の治世末期の軍人。1689年にノアイユ連隊を徴集した後、大同盟戦争とスペイン継承戦争でスペイン戦役に参戦、1693年にフランス元帥に叙された。

## 家族
アンヌ・ド・ノアイユとルイーズ・ボワイエの息子として生まれ、1678年にアンヌが死去するとノアイユ公爵の称号を継承した。マリー＝フランソワーズ・ド・ブルノンヴィル（Marie-Françoise de Bournonville）と結婚して子供をもうけた。1708年に死去、長男のアドリアン・モーリスが公爵の称号を継承した。娘のマリー・ヴィクトワールはルイ14世の庶子トゥールーズ伯爵と結婚した。
アンヌ＝ジュール・ド・ノアイユは多くの子女をもうけた。
- マリー・クリスティーヌ（1672年 - 1748年） - フランス元帥アントワーヌ5世・ド・グラモン（英語版）と結婚[2]
- マリー・シャルロット（1677年 - 1723年） - コエトケーン侯爵マロと結婚[2]
- アドリアン・モーリス（英語版）（1678年 - 1766年） - 第3代ノアイユ公爵、フランソワーズ・シャルロット・ドービニェ（英語版）（マントノン侯爵夫人の姪で相続人）と結婚[2]
- リュシ・フェリシテ（1683年 - 不明） - 1698年、後にフランス元帥となるヴィクトル＝マリー・デストレ（英語版）と結婚[2]
- マリー＝テレーズ（1684年 - 1784年） - 1698年、ド・ラ・ヴァリエール公爵シャルル・フランソワ・ド・ラ・ボーム・ル・ブランと結婚[2]
- マリー＝フランソワーズ（1687年 - 不明） - 1703年、ラヴァルダン侯爵エマニュエル・ド・ボーマノワールと結婚[2]
- マリー・ヴィクトワール（1688年 - 1766年） - 1707年、ルイ・ド・パルダイラン・ド・ゴンドラン（英語版）と結婚、1723年トゥールーズ伯爵と再婚
- アンヌ・ルイーズ（1695年 - 不明） - 1716年、ルーヴォワ侯爵フランソワ＝マセ・ル・テリエと結婚[2]、後にジャック・イッポリト・マンチーニと再婚。2018年現在のモナコ大公アルベール2世の祖先にあたる。